# SummerSlam (2009)
SummerSlam 2009 a fost a 22-a ediție a SummerSlam, un eveniment pay-per-view de wrestling profesionist organizat de World Wrestling Entertainment. A avut loc pe 23 August din 2009 de la Staples Center , în Los Angeles, California.
Tema oficială a evenimentului a fost "You Gotta Move" de la Aerosmith.

## Rezultate
- Dark Match: Beth Phoenix a câștigat un 15 Divas Battle Royal
  - Beth a eliminato pe Kelly Kelly cu ajutorul lui Chavo Guerrero
  - Dupa meci, Divele l-au atacat pe Guerrero cu ajutorul lui Hornswoggle
- Rey Mysterio l-a învins Dolph Ziggler păstrându-și WWE Intercontinental Championship (12:27)
  - Mysterio l-a numarat pe Ziggler după un "Top Rope Headscissors Takedown".
- Montel Vontavious Porter l-a învins Jack Swagger (06:24)
  - MVP l-a numarat pe Swagger dupa un "Playmaker".
- JeriShow (Chris Jericho & The Big Show) i-au învins pe Cryme Tyme (Shad & JTG) păstrându-și Campionatele Unificate pe echipe (09:46)
  - Jericho l-a numarat pe JTG dupa un "K.O. Punch" a lui Big Show.
- Kane l-a învins pe The Great Khali (05:59)
  - Kane l-a numarat pe Khali dupa un "Running DDT".
- D-Generation X (Triple H & Shawn Michaels) i-a învins pe The Legacy (Cody Rhodes & Ted DiBiase) (20:02)
  - Michaels l-a numarat pe Rhodes dupa un "Sweet Chin Music".
- Christian l-a învins pe William Regal (cu Vladimir Kozlov & Ezekiel Jackson) păstrându-și ECW Championship (00:08)
  - Christian l-a numarat pe Regal dupa un "Killswitch".
  - Dupa meci, Kozlov si Jackson la-u atacat pe Christian.
- Randy Orton l-a învins pe John Cena păstrându-și WWE Championship (17:50)
  - Orton l-a numarat pe Cena dupa un "RKO".
- CM Punk l-a învins pe Jeff Hardy într-un Tables, Ladders and Chairs Match câștigând WWE World Heavyweight Championship (21:34)
  - Punk a castigat dupa ce a desfacut centura.
  - In timpul meciului, Hardy i-a aplicat un "Swanton Bomb" lui Punk de pe scara pe masa comentatorilor.
  - Dupa meci, The Undertaker si-a făcut intoarcerea aplicandui un "Chokeslam" lui Punk.
  - Aceasta a fost ultima lupta in-trun PPV a lui Jeff Hardy